# Ponta da Madeira

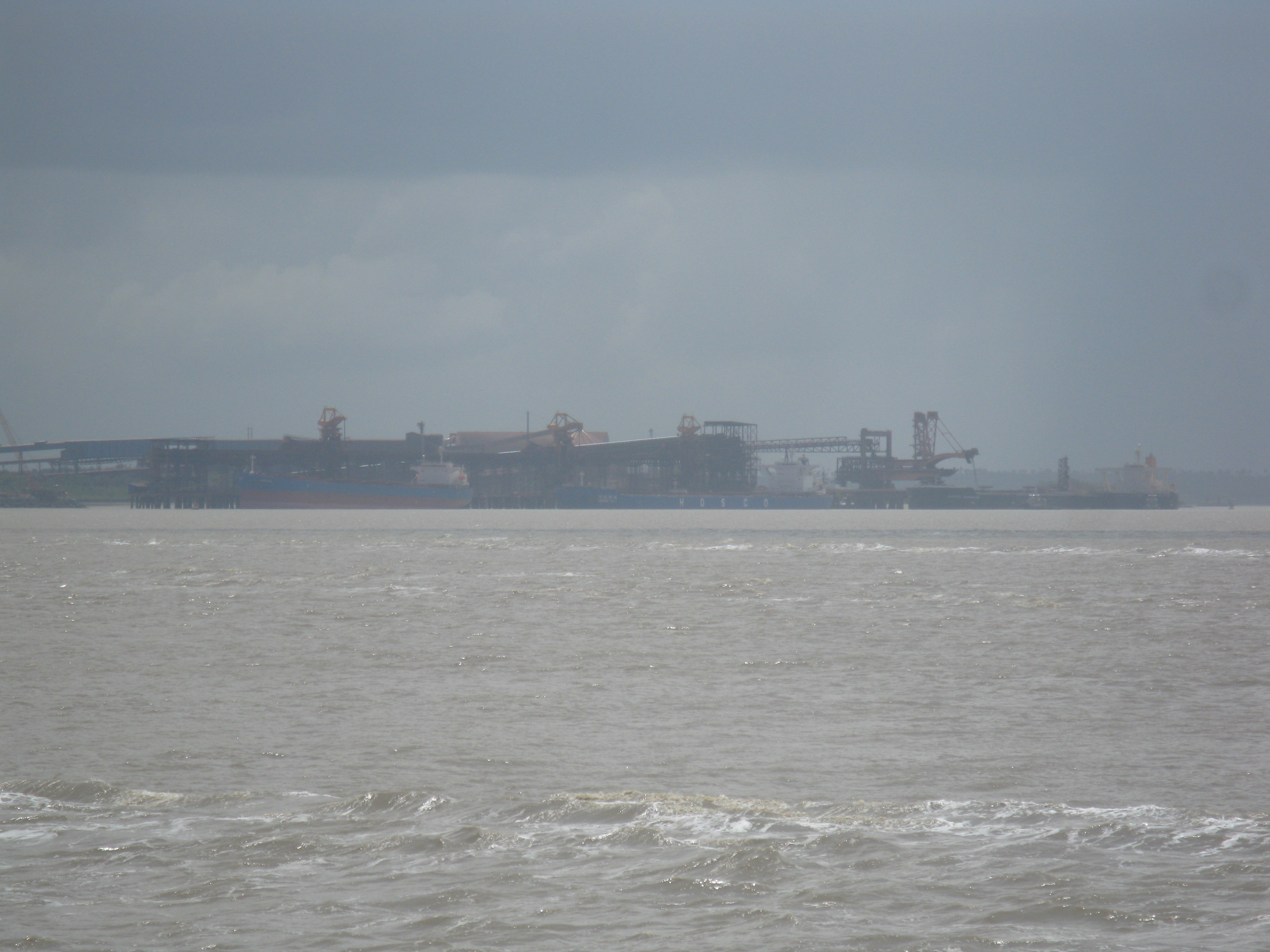
Terminal Ponta da Madeira

Ponta da Madeira, portugiesisch Terminal Marítimo de Ponta da Madeira, ist ein großer Eisenerz-Verladehafen bei São Luís im Bundesstaat Maranhão im Norden Brasiliens in Privatbesitz. Es ist eines der wenigen Terminals im Land, das für die extrem großen Valemax-Schiffe geeignet ist.
Der Hafen wird vom Bergbauunternehmen Vale betrieben und befindet sich neben dem öffentlichen Hafen von Itaqui. Es wurde als Endstation der Eisenbahnlinie Estrada de Ferro Carajás ausgewählt, wo Züge Eisenerz für Überseetransporte abladen, hauptsächlich nach Europa und Ostasien. Das Terminal, das an die Bucht von São Marcos angrenzt, hat einen natürlichen Tiefgang von 26 Metern bei Ebbe. Die 14 Meter Gezeitenunterschied stellten aufgrund der starken Strömungen ein erhebliches Problem dar, das jedoch durch die Platzierung von Unterwasserbetonbrechern umgangen wurde.
Das Terminal und der Hafen von Itaqui sind immer noch in erster Linie Eisenerzhäfen, es werden aber zunehmend auch anderen Ladungen verschifft, insbesondere landwirtschaftliche Massengüter. Der kleine Container-Werftplatz wird von den Pfählen und Betriebsflächen der Eisenerzwerften in den Schatten gestellt, die in der Lage sind, Schiffe mit einer Länge von bis zu 500 Metern und 500.000 Tonnen Eigengewicht zu bewältigen.
In den letzten Jahren hat Vale angekündigt, neben dem Terminal riesige Stahlwerke zu bauen. Besonders in der nahegelegenen Bundesstaatshauptstadt São Luís, deren kolonialer Kern zum UNESCO-Weltkulturerbe zählt, wurden diese Pläne aufgrund ihrer Umweltauswirkungen heftig kritisiert.